# يوجين أولريش
يوجين أولريش (بالإنجليزية: Eugene Ulrich) هو مترجم أمريكي، ولد في 5 نوفمبر 1938 في لويفيل في الولايات المتحدة.